# Lustrocomus
Lustrocomus is een kevergeslacht uit de familie van de boktorren (Cerambycidae). De wetenschappelijke naam van het geslacht werd voor het eerst geldig gepubliceerd in 1996 door Martins & Galileo.

## Soorten
Lustrocomus is monotypisch en omvat slechts de volgende soort:
- Lustrocomus paraensis Martins & Galileo, 1996